# Teatro Campoamor

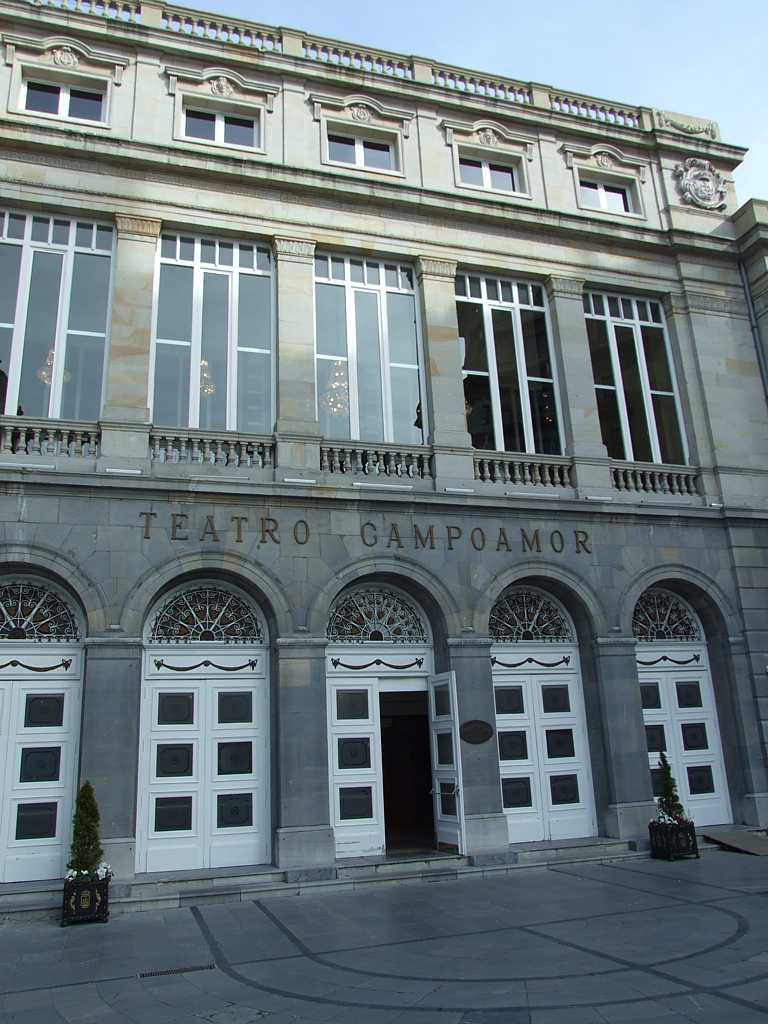
Façana del Teatro Campoamor d'Oviedo.

El Teatro Campoamor és un teatre d'Oviedo, inaugurat el 1892, conegut per ser l'escenari del lliurament dels Premios Príncipe de Asturias. Es va ubicar en els terrenys del convent de Santa Clara. El 1876 es presenta el projecte de construcció. A proposta de l'escriptor Leopoldo Alas (Clarín), va ser batejat amb el nom de l'escriptor Ramón de Campoamor. La primera remodelació data de 1916. Durant la Guerra Civil Espanyola, el teatre queda gairebé destruït. El 1948, feta la reconstrucció, torna a obrir les portes.